# Vale do Seixo
Vale do Seixo is een plaats (freguesia) in de Portugese gemeente Trancoso en telt 171 inwoners (2001).